# Long Way Up
Long Way Up es una serie de televisión británica en formato documental estrenada el 18 de septiembre de 2020. El seriado relata un viaje en moto emprendido en 2019 por Ewan McGregor y Charley Boorman, desde Ushuaia a través de América del Sur y Central hasta Los Ángeles. Se trata de la continuación de Long Way Round, de 2004, en la que ambos viajaron de Londres a Nueva York, y de Long Way Down, de 2007, en la que viajaron hacia el sur desde John o' Groats, en Escocia, a través de dieciocho países de Europa y África, hasta Ciudad del Cabo, en Sudáfrica.
Los tres primeros episodios se estrenaron a nivel mundial en Apple TV+ el viernes 18 de septiembre de 2020, y otros ocho capítulos se emitieron semanalmente hasta el 13 de noviembre de 2020.

## Sinopsis
El viaje abarcó 13.000 millas, a través de trece países durante 100 días, comenzando en septiembre de 2019 y terminando el 14 de diciembre de 2019. Para ello se desplazaron en motocicletas eléctricas Harley-Davidson LiveWire fabricadas por Harley-Davidson y equipadas para el largo recorrido. Acompañando a Ewan y Charley están los mismos miembros clave del equipo de Long Way Round y Long Way Down, incluidos los directores y productores David Alexanian y Russ Malkin y los directores de fotografía Jimmy Simak y Claudio Von Planta. También se incorporan el productor asociado Taylor Estévez y el director de fotografía Anthony Von Seck. El equipo de producción siguió la ruta de Ewan y Charley en prototipos de camiones eléctricos Rivian construidos especialmente para el viaje. Los coches y las motos se cargaron en puntos de recarga rápida construidos especialmente para el viaje por Rivian. Contaron con el apoyo de vehículos y generadores diésel y motocicletas de apoyo.

## Episodios
| N.º | Título                                    | Emisión original         |
| --- | ----------------------------------------- | ------------------------ |
| 1   | «Preparation»                             | 18 de septiembre de 2020 |
| 2   | «Ushuaia»                                 | 18 de septiembre de 2020 |
| 3   | «Southern Patagonia»                      | 18 de septiembre de 2020 |
| 4   | «The Andes»                               | 25 de septiembre de 2020 |
| 5   | «Atacama Desert into Bolivia»             | 2 de octubre de 2020     |
| 6   | «Bolivia»                                 | 9 de octubre de 2020     |
| 7   | «Peru»                                    | 16 de octubre de 2020    |
| 8   | «Ecuador»                                 | 23 de octubre de 2020    |
| 9   | «Colombia, Panama & Costa Rica»           | 30 de octubre de 2020    |
| 10  | «Nicaragua, Honduras, Guatemala & Mexico» | 6 de noviembre de 2020   |
| 11  | «Oaxaca to L.A.»                          | 13 de noviembre de 2020  |